# Bulbul à ventre roux
Phyllastrephus fulviventris
Espèce
Statut de conservation UICN

 LC  : Préoccupation mineure
Le Bulbul à ventre roux  (Phyllastrephus fulviventris) est une espèce de passereau de la famille des Pycnonotidae.

## Répartition
Cet oiseau peuple les forêts galerie du sud-ouest de l'Afrique centrale.

## Habitat
Son habitat naturel est les forêts sèches subtropicales ou tropicales, les forêts de plaine humides et les savanes humides subtropicales ou tropicales.